# Söderportgymnasiet
Söderportgymnasiet är en gymnasieskola i centrala Kristianstad med utbildningarna samhällsvetenskapsprogrammet med inriktning mot beteendevetenskap, ekonomiprogrammet med inriktningarna ekonomi och juridik, naturvetenskapsprogrammet med inriktning naturvetenskap, vård- och omsorgsprogrammet, barn- och fritidsprogrammet och International Baccalaureate. Skolan erbjuder nationellt godkänd idrottsutbildning (NIU) inom amerikansk fotboll, fotboll, friidrott, golf, handboll och simning.

## Historia
Skolan är bildad från Kristianstads högre allmänna läroverk.
1966 kommunaliserades skolan. 1968 bytte skolan namn till Söderportskolan från Högre Allmänna Läroverket i Kristianstad. Namnet Söderport eftersom skolan är belägen på den platsen där Södra stadsporten tidigare låg. 1968 var Österänggymnasiet färdigt och Naturvetenskapliga och Tekniska linjen flyttades dit. Elevantalet vid skolan minskade till ca hälften. 2002 ändrades namnet till Söderportgymnasiet.

## Byggnader
Huvudbyggnaden invigdes den 10 december 1875. Byggnaderna har byggts om och till ett flertal gånger. Den östra flygeln, där idag skolans bibliotek huserar, var ursprungligen gymnastiksal.
1951 uppfördes en fristående institutionsbyggnad norr om Söderportgymnasiet, i dagligt tal kallad "Sockerbiten". 1959 eldhärjades skolan hårt. När skolan återuppbyggdes tillkom den västra flygeln, där skolans aula ligger.

## Verksamhet
Undervisning i idrottsrelaterade ämnen är förlagd till Kristianstad Idrottshall, i ekonomirelaterade ämnen till skolbyggnaderna väster om Västra boulevarden (gamla Flickskolan). Naturvetenskapliga ämnen studeras i byggnaden strax norr om huvudbyggnaden, i folkmun kallad sockerbiten på grund av dess karakteristiska form. Bespisning sker gemensamt med C4-gymnasiets elever i den före detta sporthallen (hemmaarena till 1964 för IFK Kristianstad) vid Södra kasern.
Söderportgymnasiet har idag nästan 1 000 elever mot maxantalet på 60-talet då över 1800 elever befolkade skolan trots att lokalerna då var mindre (flickskolan ingick inte). Skolan är en certifierad FN-skola.